# Circo del Crimen
El Circo del Crimen es el nombre de varias organizaciones de los villanos ficticios que aparecen en los cómics estadounidenses publicados por Marvel Comics. Los villanos han luchado contra Los Vengadores, Los Defensores, El Barón Mordo, Guardianes de la Galaxia, El Hombre Araña, El Ojo de Halcón, El Escuadrón Supremo, X-Men y más.
El grupo original incluía al Ringmaster, Blackwing, el Payaso, Comefuego, Gran Gambonnos, Trick Shot, El Cañón Humano, Live Wire, Rajah, El Hombre Fuerte y Teena la Dama Gorda, siendo a La Princesa Python quien dejó de estar el circo para volverse en heroína.

## Historial de publicaciones
El original Ringmaster apareció por primera vez en Captain America Comics # 5 (agosto de 1941) y fue creado por Joe Simon y Jack Kirby. El moderno Circo del Crimen apareció por primera vez en The Incredible Hulk # 3 (septiembre de 1962) y fue creado por Stan Lee y Jack Kirby.

## Biografía

### Viejo oeste
Había dos organizaciones en el viejo oeste que se autodenominaban el Circo del Crimen. Ambos equipos lucharon contra Kid Colt.

### Segunda Guerra Mundial
Originalmente una organización de espionaje empleado por los nazis durante la Segunda Guerra Mundial, el Circo de Tiboldt era un viaje de circo dirigido por Fritz Tiboldt, el Ringmaster, y él y sus intérpretes utilizarían sus habilidades y talentos especiales para robar a sus audiencias. Fue enviado a Estados Unidos para asesinar a funcionarios del Gobierno de Estados Unidos, utilizando la cubierta de sus actividades de circo. Tiboldt y su banda cayeron en conflicto con el Capitán América y fueron deportados a Alemania, donde Fritz Tiboldt y su esposa fueron asesinados posteriormente por sus ex empleadores.

### Día actual
El día actual del Circo del Crimen es por primera vez a la atención de las autoridades cuando llevaron a cabo una serie de robos de pequeños pueblos que utilizan la habilidad del director de pista en la hipnosis para hipnotizar a ciudades enteras. Lamentablemente para el circo, Rick Jones fue uno de las víctimas de sus alcaparras, y su participación supuesto la integración de Hulk, como Rick brevemente tenía el control telepático sobre Hulk. Se resistió a la hipnosis de Ringmaster cuando éste trató de facturar como El monstruo de la Edad, lo que lleva a la detención del Circo. Después de un breve tramo en prisión, el circo visitó la ciudad de Nueva York, donde se luchó tanto como Spider-Man y Daredevil. Ringmaster fue brevemente capaz de hipnotizar a Spider-Man. Miembros de la base del circo operados después brevemente como los Maestros de amenaza, un nombre ideado por la princesa Python, después de ser liberado de la cárcel y tirar a Ringmaster fuera del equipo, reemplazándolo por el Payaso. Fueron nuevamente capturados por Spider-Man.
El Circo del Crimen se estableció a sí mismos como antagonistas recurrentes en varias series de Marvel Comics, en la que intentaron brevemente para reclutar a Hawkeye, Quicksilver y la Bruja Escarlata en sus filas cuando Los Vengadores se habían disuelto. Ringmaster más adelante ha hipnotizado a Thor en asistir con uno del circo, mientras que el Dios del Trueno fue despojado de la mayor parte de sus poderes, excepto su fuerza. La lucha contra los Vengadores de nuevo, intentaron sabotear la boda de Yellowjacket y La Avispa. Otros encuentros se les enfrentó contra Daredevil y Luke Cage. más tarde se pelearon los Power Pack y la Generación X.
Inicialmente descrito como villanos creíbles, los miembros del Circo del Crimen se utilizan de forma por escritores como láminas de cómic, y fueron una vez derrotados por Howard el pato. Ellos fueron presentados como antagonistas en el primer número de la sensacional serie She-Hulk, en la que el escritor John Byrne utiliza regularmente personajes secundarios u olvidadas para fines paródicos.
Una nueva iteración del grupo conocido como Cirque Du Nuit superficies más tarde, actuando como enemigos de Hawkeye y Kate Bishop. Alrededor de este tiempo, tienen nuevos miembros como un arquero femenino llamado Fifi y un protegido sin nombre de Espadachín.
Durante la parte de "Apertura de Salvo" de la historia del Imperio Secreto, los miembros del Circo del Crimen, Maestro del Circo, Payaso III, Devorador de Fuego, Gran Gambonnos, Hombre Fuerte y Teena la Dama Gorda aparecen como miembros del Ejército del Mal.

## Miembros

### sigloXIX
Este equipo obligado brevemente Kid Colt para ayudarlos hasta que los expuso.
- Sawyer [2]- El propietario y el hombre fuerte.
- Cuchilla Benson[2] - Un espadachín.
- Capitán Corbett[2] - Un entrenador de animales.
- Mr. Marvel[2] - Un artista de la cuerda floja.
- Tumbling Turner[2] - Un grupo de acróbatas.

### Viejo oeste (1870)
- Iron Mask - Un pistolero armado y ex herrero que organizó el Circo del Crimen y la otra banda de delincuentes disfrazados.
- Bennington Brown - Un hipnotizador.
- Doctor Peligro - Un ventrílocuo que utilizó armamento magnético. También era un miembro de la cuadrilla de cadena.
- Fat Man - Un inmigrante australiano que era un combatiente experto boomerang-lanzador y mano a mano.
- El Tótem Viviente - Un extraterrestre gigante.
- Huracán (Harry Kane) - Un miembro del Circo del Crimen con la supervelocidad. Él es un buen tirador y un exagente de Iron Mask. Se robó una poción mágica de un médico brujo y se lo bebió después de que la poción fue alcanzada por un rayo.
- El Rattler - Un acróbata, jinete de caballo y el tirador.
- Red Raven - Un pistolero con alas. Se le dio alas mágicas por un anciano Navajo prisionero. No debe confundirse con el superhéroe de la Segunda Guerra Mundial con el mismo nombre de los tiempos modernos.

### Segunda Guerra Mundial
- Ringmaster (Fritz Tiboldt)[6] - Un austríaco que es el padre de Maynard. Se llevó el circo de Tiboldt en la década de 1930 y más tarde fue asesinado por los nazis.
- Omir el encantador de serpiente[6] - Un encantador de serpientes.
- Tommy Pulgar[6] - Un enano.
- Trío Trapecio[6] - Tres trapecio artistas que trabajaron con Fritz Tiboldt.
- Zandow[6] - Un hombre fuerte.

### Día actual
- Ringmaster (Maynard Tiboldt)[7] - El hipnotizador, maestro de ceremonias y el líder actual del Circo del crimen. Él es el hijo de Fritz Tiboldt.
- Princesa Python[10] - Una encantadora de serpientes que suele ser asistida por una gigante pitón bola, que finalmente deja el circo para unirse a la sociedad de la serpiente.
- El Payaso (Eliot "Crafty" Franklin)[7] - Un payaso que era el líder ocasional del Circo del Crimen. También funciona como un asesino solitario y tiene un hijo llamado Corky Franklin. Payaso más tarde se convirtió Griffin de Gamma Corps, mientras que su medio hermano se convirtió en el segundo payaso.
- Bruto el Fuerte (Bruce Olafson)[7] - Un hombre fuerte de Suecia.
- Teena la Dama Gorda (María Stensen)[7] - Un acto secundario intérprete. Ella dejó el circo en un esfuerzo por formar una familia pero finalmente regresó.
- Cañón Humano (Jack Pulver)[7] - Un hombre bala.
- Gran Gambonnos (Ernesto & Luigi Gambonno)[8] - Unos acróbatas italianos.
- Live Wire (Rance Preston) - Un artista de lazo y exagente de Psyco-Man. Se unió al Circo del crimen en Power Man # 24 (abril de 1975).
- Rajah (Kabir Mahadevu) - Un entrenador de elefantes. A menudo combate, mientras viajaba en un elefante.
- Comefuego (Tomás Ramírez) - Un fuego devorador que guio a los demás a la fuerza del Payaso de nuevo en el crimen cuando trató de retirarse.
- Antoro -
- Tarrax el más doméstico - No se debe confundir con Terrax, un heraldo de Galactus.
- Fifi - Una arquera femenina. Más tarde inconsciente y suplantado por Kate Bishop, quien le robó el traje y el arco.

### Exmiembros
- Blackwing - Apareció por primera vez como miembro del Circo del Crimen en Daredevil # 118 (febrero de 1975). Blackwing también ha sido miembro de HYDRA, el equipo esquelético, y los Maestros del Mal. Él es el hijo de Silvermane.
- Dinosaurio Diablo - Hipnotizado a unirse al circo del crimen.
- Hombre Dragón - Hipnotizado a unirse al circo del crimen en El increíble Hulk vol. 2 # 292 (febrero de 1984).
- Howard el pato - Se vio obligado a ayudar al Circo del Crimen en Howard el Pato # 25 (junio de 1978).
- Chico Luna - Hipnotizado para unirse al Circo del Crimen.
- Ulik - Hipnotizado para unirse al Circo del Crimen.

## En otros medios

### Televisión
- El Circo del Crimen aparece en The Incredible Hulk, parte de los superhéroes de Marvel.
- El Circo del Crimen aparece en Las nuevas aventuras de Spider-Man, episodio "Carnaval del Crimen".
- El Circo del Crimen aparece en The Avengers: United They Stand,  episodio "Viene un espadachín".
- El Circo del Crimen aparece la primera temporada de Avengers Assemble, episodio 24, "Crimen y Circo". Los miembros destacados son Ringmaster, Bruto el Fuerte, Gran Gambonnos, Cañón Humano y Trick Shot. Hawkeye y la Princesa Python están ambos representados como exmiembros del grupo.

### Videojuegos
- Aunque todo el Circo del Crimen no aparece en Lego Marvel Superheroes 2  aparecen tanto Captain Corbett de la versión original como Living Totem de la versión del siglo XIX.